# Alberto Lora
Alberto Lora Ramos (ur. 25 marca 1987 w Gijón) – hiszpański piłkarz występujący na pozycji obrońcy w Sporting Gijón.

## Statystyki klubowe
| Sezon   | Klub             | Kraj      | Liga               | Mecze | Bramki | Puchar Kraju | Mecze | Bramki |
| ------- | ---------------- | --------- | ------------------ | ----- | ------ | ------------ | ----- | ------ |
| 2006/07 | Sporting Gijón   | Hiszpania | Segunda División   | 0     | 0      | -            | -     | -      |
| 2007/08 | Sporting Gijón   | Hiszpania | Segunda División   | 1     | 0      | -            | -     | -      |
| 2008/09 | Sporting Gijón B | Hiszpania | Segunda División B | 23    | 4      | -            | -     | -      |
| 2008/09 | Sporting Gijón   | Hiszpania | Primera División   | 8     | 0      | Puchar Króla | 2     | 0      |
| 2009/10 | Sporting Gijón   | Hiszpania | Primera División   | 32    | 0      | -            | -     | -      |
| 2010/11 | Sporting Gijón   | Hiszpania | Primera División   | 36    | 0      | Puchar Króla | 1     | 0      |
| 2011/12 | Sporting Gijón   | Hiszpania | Primera División   | 27    | 3      | Puchar Króla | 1     | 0      |
| 2012/13 | Sporting Gijón   | Hiszpania | Segunda División   | 30    | 0      | Puchar Króla | 2     | 0      |
| 2013/14 | Sporting Gijón   | Hiszpania | Segunda División   | 35    | 0      | -            | -     | -      |
| 2014/15 | Sporting Gijón   | Hiszpania | Segunda División   | 40    | 0      | Puchar Króla | 1     | 0      |
| 2015/16 | Sporting Gijón   | Hiszpania | Primera División   | 31    | 0      | Puchar Króla | 1     | 0      |
| 2016/17 | Sporting Gijón   | Hiszpania | Primera División   | 7     | 0      | -            | -     | -      |

Stan na: 6 kwietnia 2017 r.